# Centrophorus atromarginatus
Centrophorus atromarginatus é uma espécie de tubarão pertencente à familia Centrophoridae.

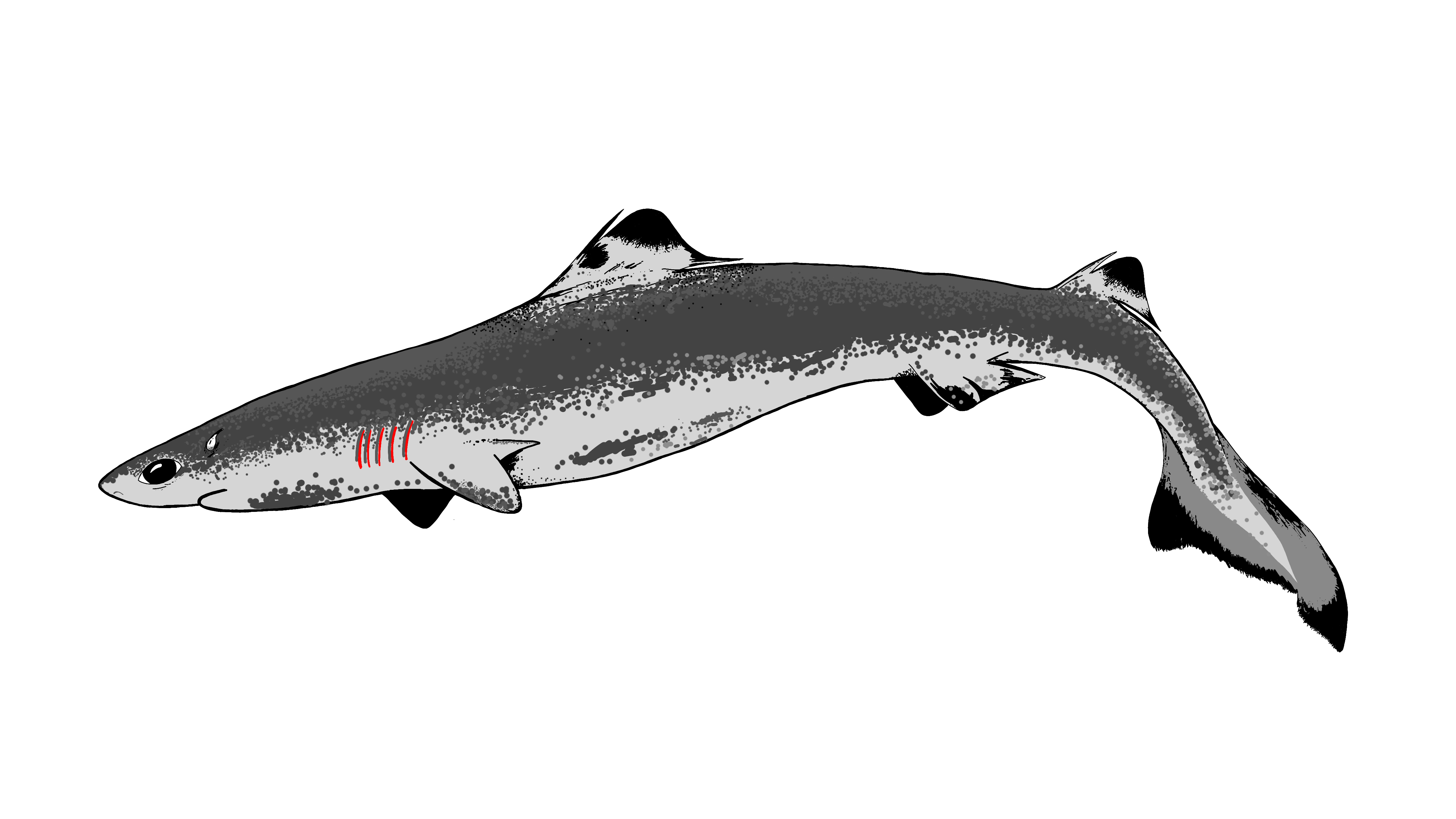
Ilustração de Centrophorus atromarginatus